# Pseudobagrus henryi
Pseudobagrus henryi är en fiskart som först beskrevs av Herre 1932.  Pseudobagrus henryi ingår i släktet Pseudobagrus och familjen Bagridae. Inga underarter finns listade i Catalogue of Life.